# Władysław Nasiłowski
Władysław Wojciech Nasiłowski, ps. Spytek, Adalbertus (ur. 8 kwietnia 1925 w Sosnowcu, zm. 8 sierpnia 2022 w Katowicach) – polski lekarz, profesor dr hab. n. medycznych, specjalista anatomii patologicznej i medycyny sądowej, wykładowca akademicki, żołnierz Armii Krajowej.

## Życiorys
Urodził się 8 kwietnia 1925 r. w Sosnowcu. Jego ojciec Antoni (1890–1978) był lekarzem pediatrą i działaczem społecznym pochodzącym z Podlasia, a matka Maria z domu Grzeszak była nauczycielką pochodzącą z Warszawy. Miał braci Wiesława (1920–1982), który został chirurgiem, pionierem kombustiologii w Polsce i profesorem w Instytucie Hematologii w Warszawie, oraz Mieczysława (1922–1943).
Wykształcenie podstawowe i średnie uzyskał w Sosnowcu, ale naukę w gimnazjum im. S. Staszica z powodu wybuchu wojny kontynuował dopiero od 1941 do 1943 r. na tajnych kompletach. W okresie szkolnym należał do harcerstwa. W czasie okupacji dostał zgodę na pracę w gabinecie ojca jako pomocnik, był m.in. tłumaczem i laborantem, organizował pomoc żywnościową dla polskich dzieci i wykonywał zabiegi pielęgniarskie. Od 1943 r. był żołnierzem II Batalionu III Kompanii V Drużyny Gwardii Ludowej PPS – WRN, która już od początku następnego roku stała się częścią Armii Krajowej. Po wojnie odbył w marcu 1945 r. krótki kurs uzupełniający, po którym zdał egzamin maturalny i już w kwietniu podjął studia na Wydziale Lekarskim Uniwersytetu Poznańskiego, które ukończył w 1950 r. na Akademii Medycznej w Poznaniu.
Już rok wcześniej jeździł na Śląsk, dokąd skierowano go do pracy (od 1 maja 1949) w Zakładzie Anatomii Patologicznej Śląskiej Akademii Medycznej w Rokietnicy, gdzie pracował pod kierownictwem prof. Witolda Niepołomskiego. Od 1950 r. prowadził zajęcia dydaktyczne z patomorfologii, a w 1952 r. doktoryzował się na Śląskiej Akademii Medycznej i uzyskał I stopień specjalizacji z anatomii patologicznej. W następnym roku przeszedł do Zakładu Medycyny Sądowej na stanowisko adiunkta i zaczął prowadzić zajęcia dydaktyczne z medycyny sądowej (w tym na Wydziale Prawa Uniwersytetu Śląskiego). Jak sam przyznał, miał okazję zostać chirurgiem, ale uznał, że jest na to zbyt wrażliwy, a medycyna sądowa, będąca „pracą po drugiej stronie”, „służy poznaniu prawdy i sprawiedliwości”. W tym samym roku zaczął organizację Poradni Przeciwalkoholowej w Zabrzu, którą kierował do 1985 r. Przez 15 lat wykładał też etykę lekarską dla lekarzy i prawników. W 1954 r. uzyskał I stopień specjalizacji z medycyny sądowej, a cztery lata później II stopień specjalizacji. Na przełomie roku 1959 i 1960 przebywał na 4-miesięcznym stażu naukowym w Instytucie Medycyny Sądowej Uniwersytetu Wiedeńskiego. W dniu 1 grudnia 1965 r. Śląska Akademia Medyczna przyznała mu habilitację (rozprawa habilitacyjna „Badania nad współczynnikami rozmieszczenia i spalania alkoholu u ludzi”), a dwa lata później uzyskał stanowisko docenta, zaś w 1974 r. tytuł profesora nadzwyczajnego. W 1990 r. otrzymał tytuł, a w 1991 stanowisko profesora zwyczajnego.
Od 1975 r. był kierownikiem Katedry i Zakładu Medycyny Sądowej Śląskiej Akademii Medycznej w Katowicach. Po powstaniu „Solidarności” współtworzył jej struktury na Śląskiej Akademii Medycznej w Katowicach i uczestniczył w pracach nad ustawą o szkolnictwie wyższym. W 1980 r. był jednym z kilku profesorów, którzy doprowadzili do podjęcia uchwały o odwołaniu rektora i rozwiązaniu senatu. Wkrótce potem został wybrany na dziekana Wydziału Lekarskiego Śląskiej Akademii Medycznej w pierwszych demokratycznych wyborach na uczelni, ale podał się do dymisji w proteście przeciwko represjom stanu wojennego w kwietniu 1982 r., za co był szykanowany. W 1983 r. podpisał petycję 51 osób ze świata nauki i kultury z województwa katowickiego do Sejmu, w której wezwano władze do uwolnienia więźniów politycznych, za co był szykanowany i inwigilowany. W 1984 r. przegrał jednym głosem w wyborach na rektora Śląskiej Akademii Medycznej. Wydawał także ekspertyzy, które miały znaczenie polityczne, m.in. związane z ustaleniem przyczyny zgonu górników z KWK „Wujek” czy w związku ze śmiercią Jerzego Popiełuszki.
Jego badania naukowe dotyczyły m.in. urazów mózgowo-czaszkowych, toksykologii alkoholu, zatruć lekami, szczególnie u małych dzieci, zatruć przemysłowych, narkomanii, a także odpowiedzialności zawodowej lekarzy i nauczania etyki lekarskiej. Autor około 140 artykułów oraz kilku podręczników i monografii.
Oprócz pracy w zawodzie lekarza, był również od pierwszej kadencji aktywnym członkiem samorządu lekarskiego, m.in. przewodniczącym Naczelnego Sądu Lekarskiego II kadencji, Naczelnej Izby Lekarskiej, Okręgowego Sądu Lekarskiego w Katowicach (I, III, IV kadencji) oraz jednym ze współtwórców Kodeksu Etyki Lekarskiej. Od 1977 do 1990 r. był specjalistą wojewódzkim ds. medycyny sądowej w województwie katowickim, a w województwie bielsko-bialskim od 1977 do 1979 r. W latach 1991–1994 był przewodniczącym Krajowego Zespołu Specjalistycznego ds. Medycyny Sądowej.
W 1995 r. przeszedł na emeryturę, ale nadal współpracował z uczelnią. Zmarł 8 sierpnia 2022 r. w wieku 97 lat. Pochowany na cmentarzu parafii św. Tomasza w Będzinie.

## Odznaczenia i wyróżnienia
Władysław Nasiłowski odznaczony został m.in. Krzyżem Oficerskim Orderu Odrodzenia Polski, Krzyżem Kawalerskim Orderu Odrodzenia Polski, Złotym Krzyżem Zasługi i Brązowym Krzyżem Zasługi z Mieczami, Krzyżem Walecznych, Krzyżem Armii Krajowej, Medalem Komisji Edukacji Narodowej, Medalem Wojska, Meritus pro Medicis Naczelnej Rady Lekarskiej oraz Wawrzynem Lekarskim. W 1967 roku został laureatem zespołowej nagrody MZiOS, poza tym wielokrotnie otrzymywał naukowe i dydaktyczne nagrody rektora Śląskiej Akademii Medycznej.
W 2011 r. otrzymał tytuł doktora honoris causa Śląskiego Uniwersytetu Medycznego w Katowicach, w 2013 r. Złote Pióro (wyróżnienie dla lekarzy publikujących na łamach miesięcznika „Pro medico”), w 2016 r. odznakę Adwokatura Zasłużonym, w 2017 r. uhonorowany wyróżnieniem Zasłużony Nauczyciel Lekarzy, a w 2019 r. został laureatem Nagrody Lux ex Silesia.